# Itsme
Itsme (spreek uit: It's Me) is een digitale identificatie-app waarmee Belgische burgers kunnen inloggen bij de overheid, banken, verzekeraars en andere privébedrijven. De app is beschikbaar voor Android en iOS.
Met itsme is het mogelijk om identiteitsgegevens te delen, betalingen te bevestigen en digitaal te ondertekenen (gekwalificeerde elektronische handtekening volgens de Europese verordening eIDAS).
De applicatie werd in 2017 gelanceerd door Belgian Mobile ID, een consortium van vier Belgische grootbanken: Belfius, BNP Paribas Fortis, ING en KBC, en drie telecommunicatiebedrijven: Orange Belgium, Proximus en Telenet.

## Gebruik
In april 2020 telde itsme 1,8 miljoen gebruikers, tegenover 1 miljoen gebruikers in juni 2019. Elke maand vinden er meer dan 5 miljoen verrichtingen met itsme plaats. Op 12 juni 2022 is de Belgische ‘sleutel’ om je te identificeren op internet doorgestoomd tot 6,5 miljoen gebruikers. Inmiddels is de app in zestien landen ingezet, en op termijn wil itsme in heel Europa actief zijn.
De applicatie is zowel bruikbaar bij Belgische overheidsdiensten als privébedrijven uit België en Luxemburg. LuxTrust, een Luxemburgs bedrijf actief in elektronische-identiteitsbeheer en vertrouwensdiensten, integreerde de itsme-app in zijn oplossingen, zodat ook Luxemburgse burgers en bedrijven de applicatie kunnen gebruiken. Sinds februari 2019 maakt de itsme-applicatie gekwalificeerde elektronische handtekeningen mogelijk volgens de Europese eIDAS-regelgeving en zijn deze beschikbaar voor gebruik via verschillende platformen zoals Connective, Doccle, Isabel Group en Luxtrust.

## Certificering
In januari 2018 werd itsme als digitale identiteitsapp erkend door de Belgische overheid, itsme wordt sindsdien aangeboden via het CSAM-systeem. Op Europees niveau werd de app in december 2019 erkend (betrouwbaarheidsniveau hoog volgens de Europese verordening eIDAS). Verder voldoet de applicatie aan de Europese Richtlijn betalingsdiensten, de Europese Algemene verordening gegevensbescherming en aan de richtlijnen van de Financial Action Task Force on Money Laundering. Ten slotte kreeg itsme een ISO 27001-certifiëring. Bijgevolg wordt de app veel gebruikt in de financiële sector.

## Verdienmodel
Het verdienmodel rust niet op bijdragen, want het gebruik van de app is gratis. Maar bedrijven en overheidsinstanties die de app integreren, betalen wel commissies per aantal klanten aan Belgian Mobile ID.

## Reacties
Techjournalist Jorn Lelong vraagt zich in De Morgen af of het wel verstandig is dat de overheid er mee voor zorgt dat een privébedrijf vrijwel de hele Belgische markt monopoliseert. Ook de gevolgen van een hacking zouden dramatisch zijn: “Eén storing of grote cyberaanval bij Itsme en heel ons economisch systeem ligt plat”, aldus professor Steven Van de Walle.
Intussen zou ook gewerkt worden aan een overheidsalternatief voor Itsme.